# Revista Nexus
Revista Nexus este o publicație alternativă bi-lunară australiană de știri. Publică articole despre teoria consiprației și geopolitică, sănătate, inclusiv medicina alternativă; știința viitorului, articole despre OZN-uri, Big Brother și de revizionism istoric. Este deținută și editată de Duncan Roads.